# Ливърпул Монтевидео
 Тази статия е за уругвайския отбор.  За английския Ливърпул вижте Ливърпул (отбор).  
„Ливърпул“ ФК, известен и като Ливърпул Монтевидео, е уругвайски футболен отбор, основан на 12 февруари 1915 г.
Има две версии за произхода на името на отбора. Според едната докато изучавали английските пристанища по време на урок по география, основателите на клуба решили, че Ливърпул е хубаво име за футболен отбор. Според другата версия основателите решили завъртят глобус и да го спрат с пръст на произволно място, кръщавайки отбора на града, върху който се спрял пръста. Междувременно първата версия е потвърдена като истинска.
За първи път Ливърпул играе в първа уругвайска дивизия през 1919 г. Отборът не е ставъл шампион на Уругвай, но има три титли от Сегунда Дивисион (през 1966, 1987 и 2002). През 1995 г. играе финал на Лигила, квалификационния турнир за Копа Америка, но губи от Дефенсор Спортинг.

## Известни бивши играчи
- Адриан Бербиа
- Армандо Дели Валдес
- Диего Агуире
- Роке Масполи
- Хорхе Алкаде
- Хорхе Фусиле